# Distrito de Sashima (Ibaraki)
 Distrito de Sashima (猿島郡  Sashima -gun?) es un distrito de la Prefectura de Ibaraki en Japón.

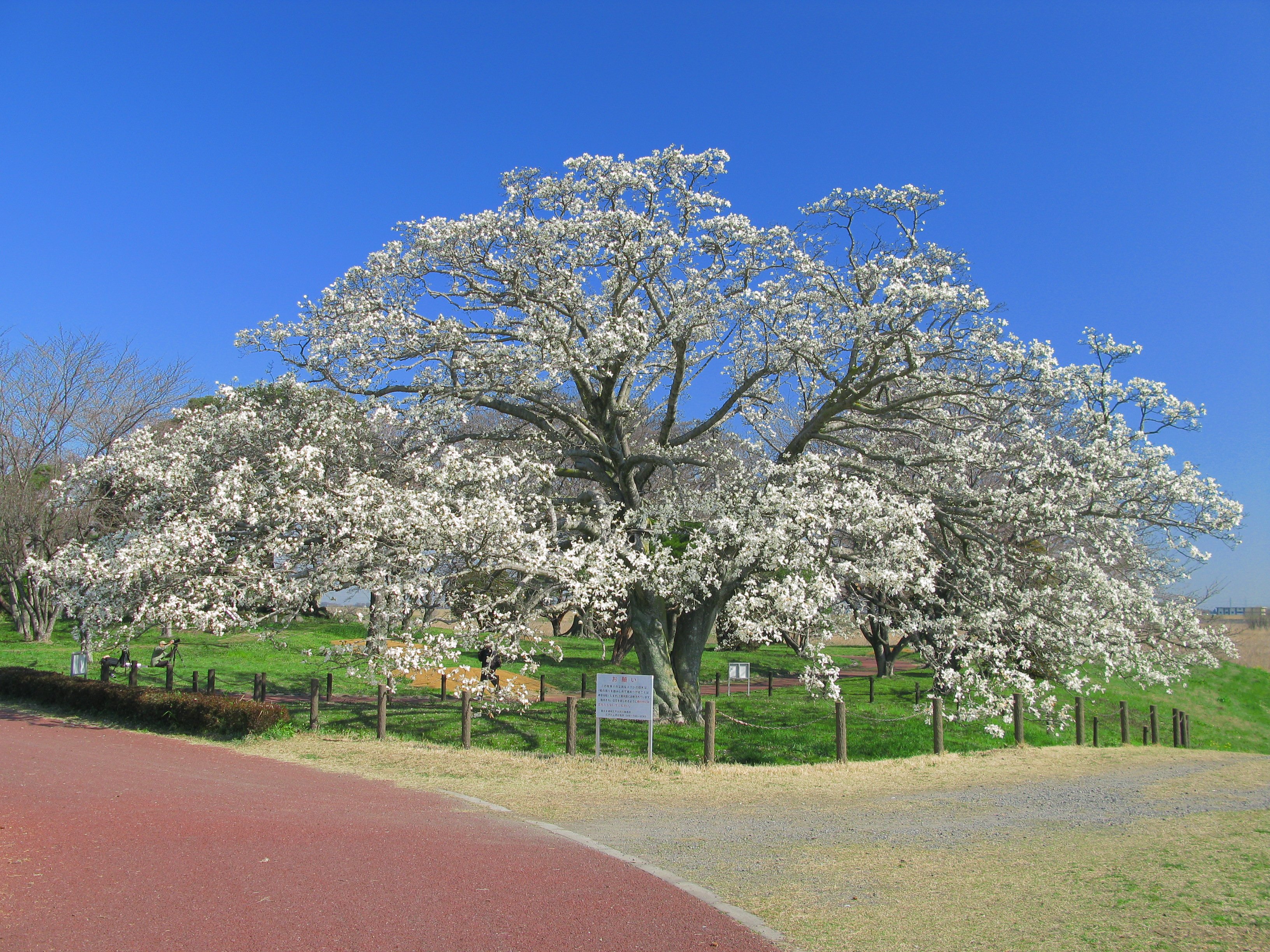
Árbol de Magnolia en Goka

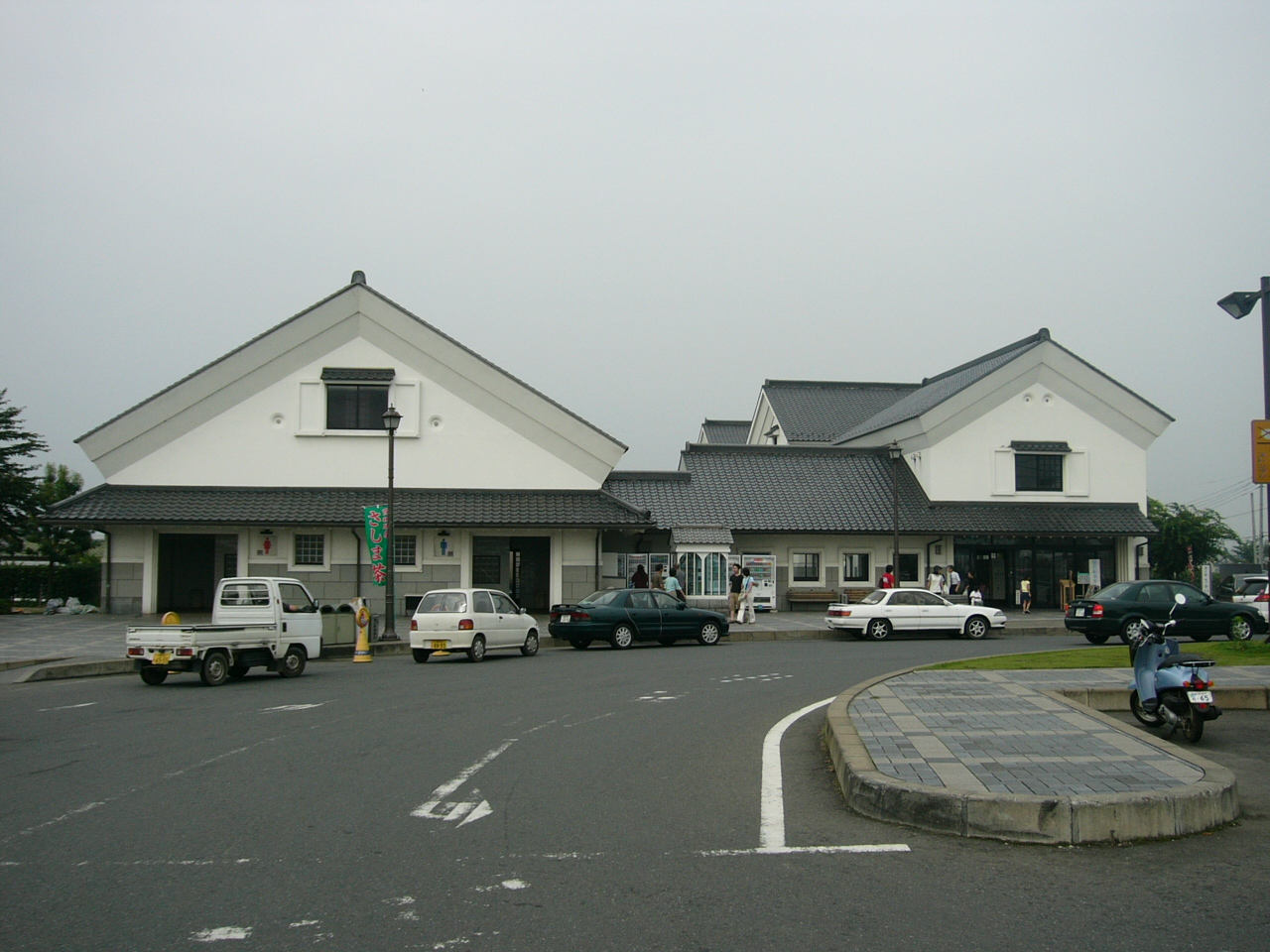
Estación vial en Sakai

El Distrito de Sashima se compone de tan solo dos poblaciones, a saber, de Goka y de Sakai; después de las desmembraciones ocurridas en el distrito en el año 2005, mencionadas a continuación.
El 22 de marzo de 2005 se separaron del distrito, la ciudad de Iwai  (岩井市 Iwai-shi) y la población de Shashima ((猿島町 Sashima-machi)), que se fusionaron, creando la nueva ciudad de  Bandō.
El 12 de septiembre de 2005 se separaron del distrito, las poblaciones de Sanwa ((三和町 Sanwa-machi)) y de Sōwa  (総和町 Sōwa-machi), que se anexaron a la ciudad de  Koga y la expandieron en tamaño.
Al 1 de diciembre de 2013, el distrito tenía una  población de 34.135 habitantes y una densidad poblacional de 490 personas por km². La superficie total del distrito es de 69,67 km².